# Erysiphe arcuata
Erysiphe arcuata är en svampart som beskrevs av U. Braun, V.P. Heluta & S. Takam. 2006. Erysiphe arcuata ingår i släktet Erysiphe och familjen Erysiphaceae.   Inga underarter finns listade i Catalogue of Life.